# Fabiola Villegas
Fabiola Guadalupe Villegas Machorro, född 4 april 1998, är en mexikansk taekwondoutövare.

## Karriär
I juni 2017 tävlade Villegas i 57 kg-klassen vid VM i Muju, där hon blev utslagen i åttondelsfinalen av portugisiska Joana Cunha. I maj 2019 tävlade hon i 53 kg-klassen vid VM i Manchester men blev utslagen i kvartsfinalen av thailändska Phannapa Harnsujin. I juli 2019 tävlade Villegas i 57 kg-klassen vid panamerikanska spelen i Lima, där hon blev utslagen i kvartsfinalen av panamanska Carolena Carstens.
I november 2022 tävlade Villegas i 53 kg-klassen vid VM i Guadalajara, där hon blev utslagen i kvartsfinalen av amerikanska Makayla Greenwood. I juni 2023 tävlade Villegas i 53 kg-klassen vid VM i Baku, där hon blev utslagen i åttondelsfinalen av kroatiska Nika Karabatić. Följande månad var Villegas en del av Mexikos lag som tog guld i lagtävlingen vid centralamerikanska och karibiska spelen i San Salvador. I oktober 2023 tog hon silver tillsammans med Victoria Heredia och Leslie Soltero i lagtävlingen vid panamerikanska spelen i Santiago.
I maj 2024 tog Villegas silver i 57 kg-klassen vid panamerikanska mästerskapen i Rio de Janeiro efter en finalförlust mot amerikanska Faith Dillon.